# Boulonnais
Il Boulonnais è una regione naturale costiera francese, situata sul litorale della Manica nel dipartimento del Passo di Calais. Costituisce l'entroterra del porto di Boulogne-sur-Mer.
Caratterizzata da un tipico paesaggio a bocage, si situa sulla Côte d'Opale e fa parte del Parco naturale regionale dei Capi e del Marais d'Opale (per la maggior parte della sua superficie, ad eccezione di 5 comuni); prima della creazione del parco avvenuta nel 2000, il territorio faceva parte del Parco naturale regionale del Boulonnais.
Contea, poi sénéchaussée della Piccardia storica, il Boulonnais fu unito per decisione dell'Assemblea Nazionale Costituente del 1789 al dipartimento del Passo di Calais.
Il territorio costituisce il Pays Boulonnais ed è, dal gennaio 2009, diviso in tre entità intercomunali: la Communauté de communes de la Terre des Deux Caps al nord (Marquise), la Communauté d'agglomération du Boulonnais al centro (Boulogne) e la Communauté de communes de Desvres - Samer a sud (Desvres), per un totale di 74 comuni.

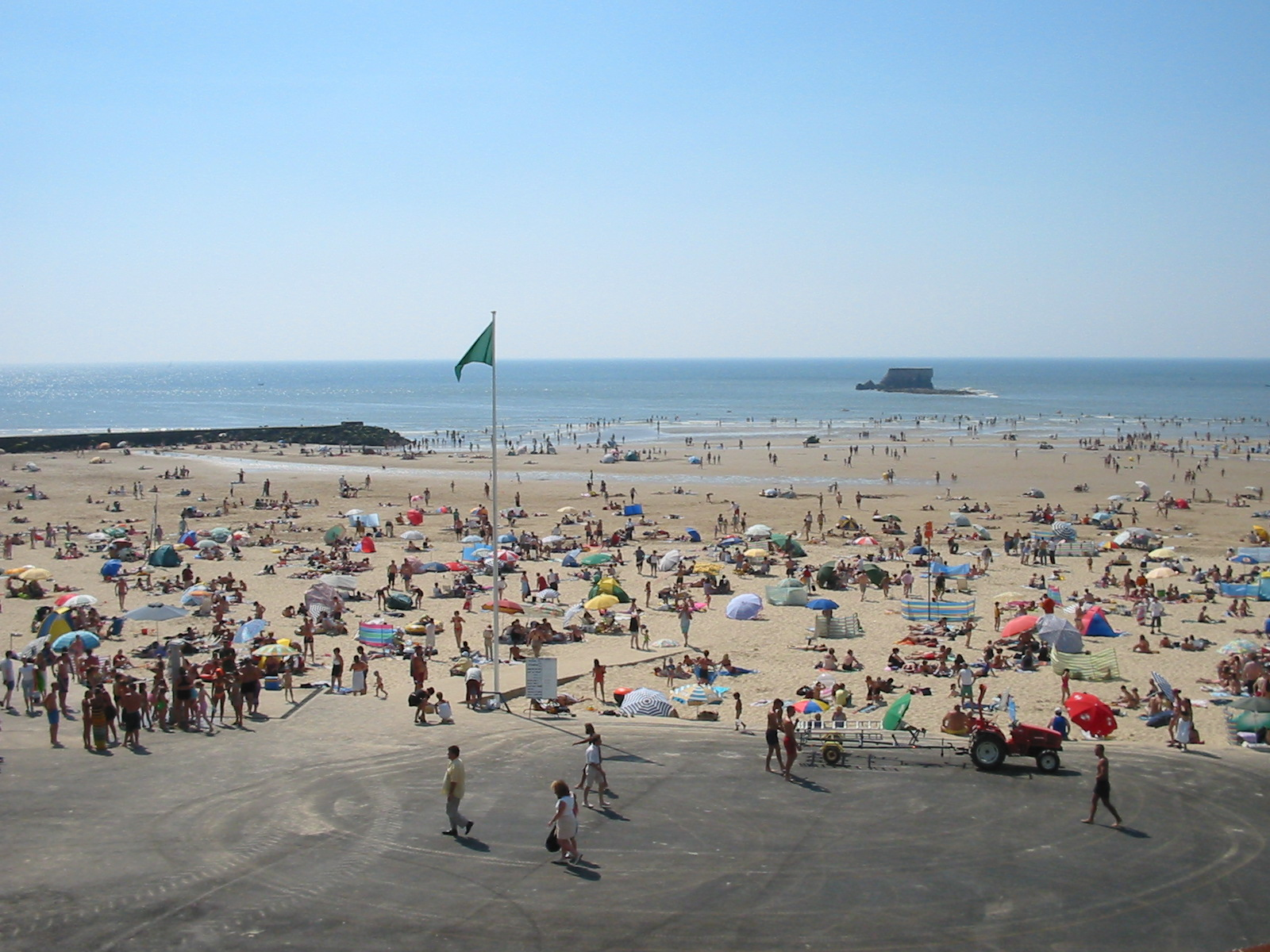
Spiaggia del Portel e vista sul Fort de l'Heurt.
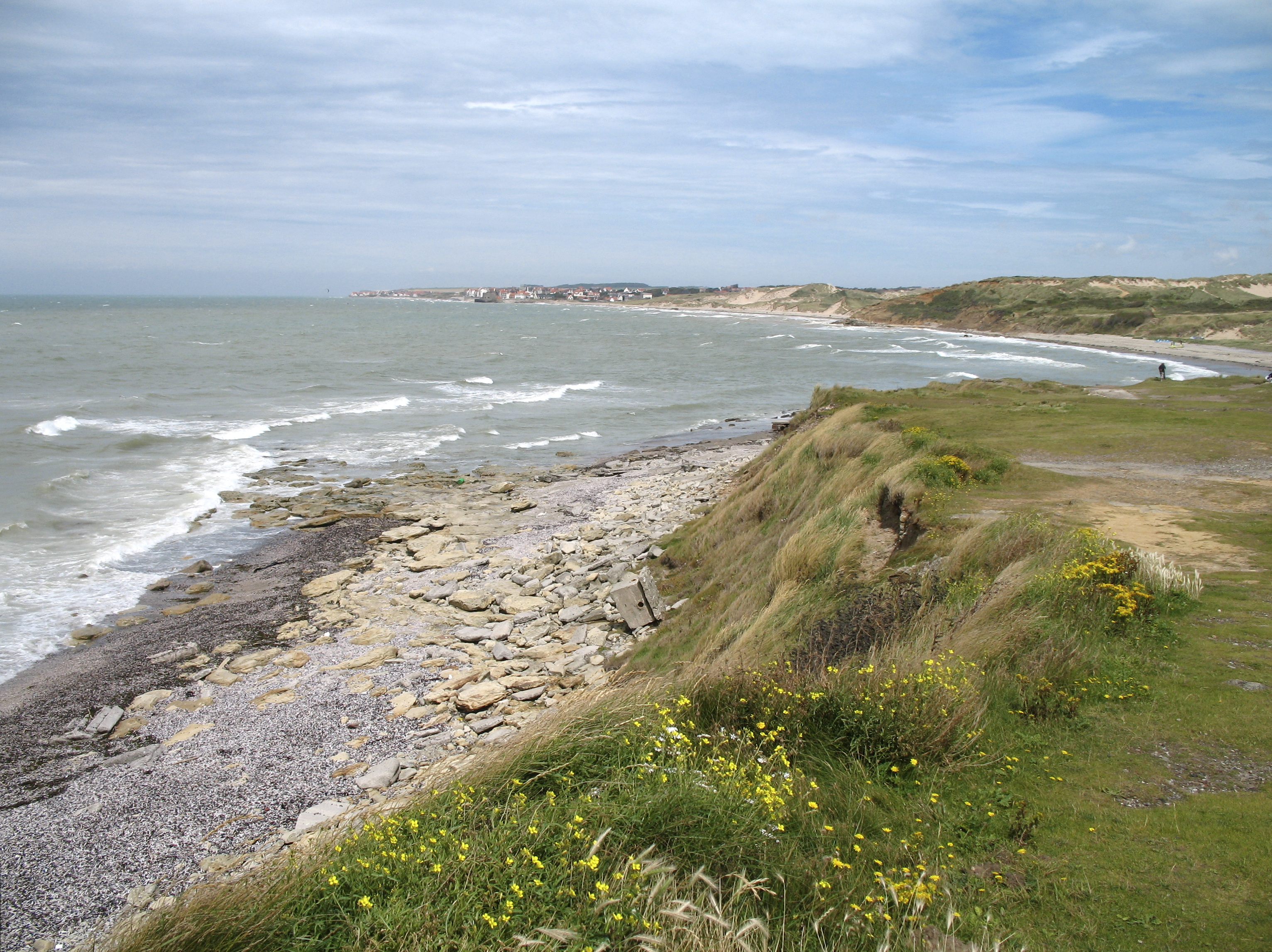
La Pointe aux Oies a Wimereux.
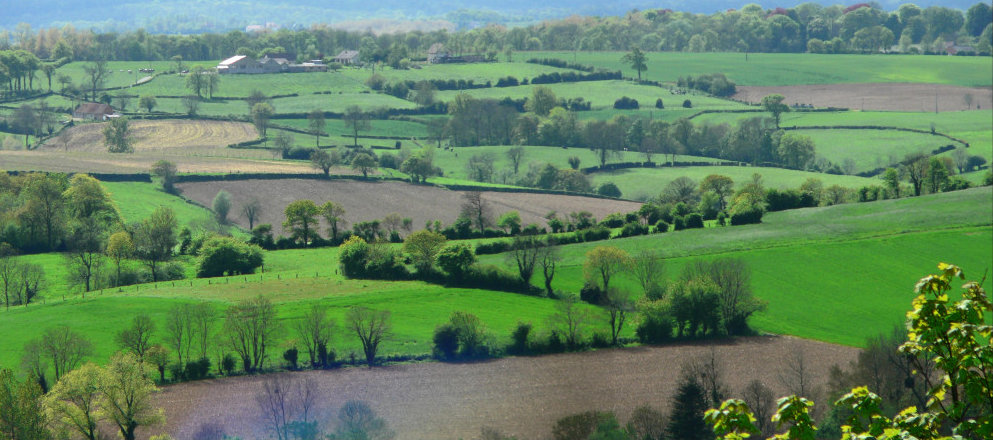
Bocage del Boulonnais.
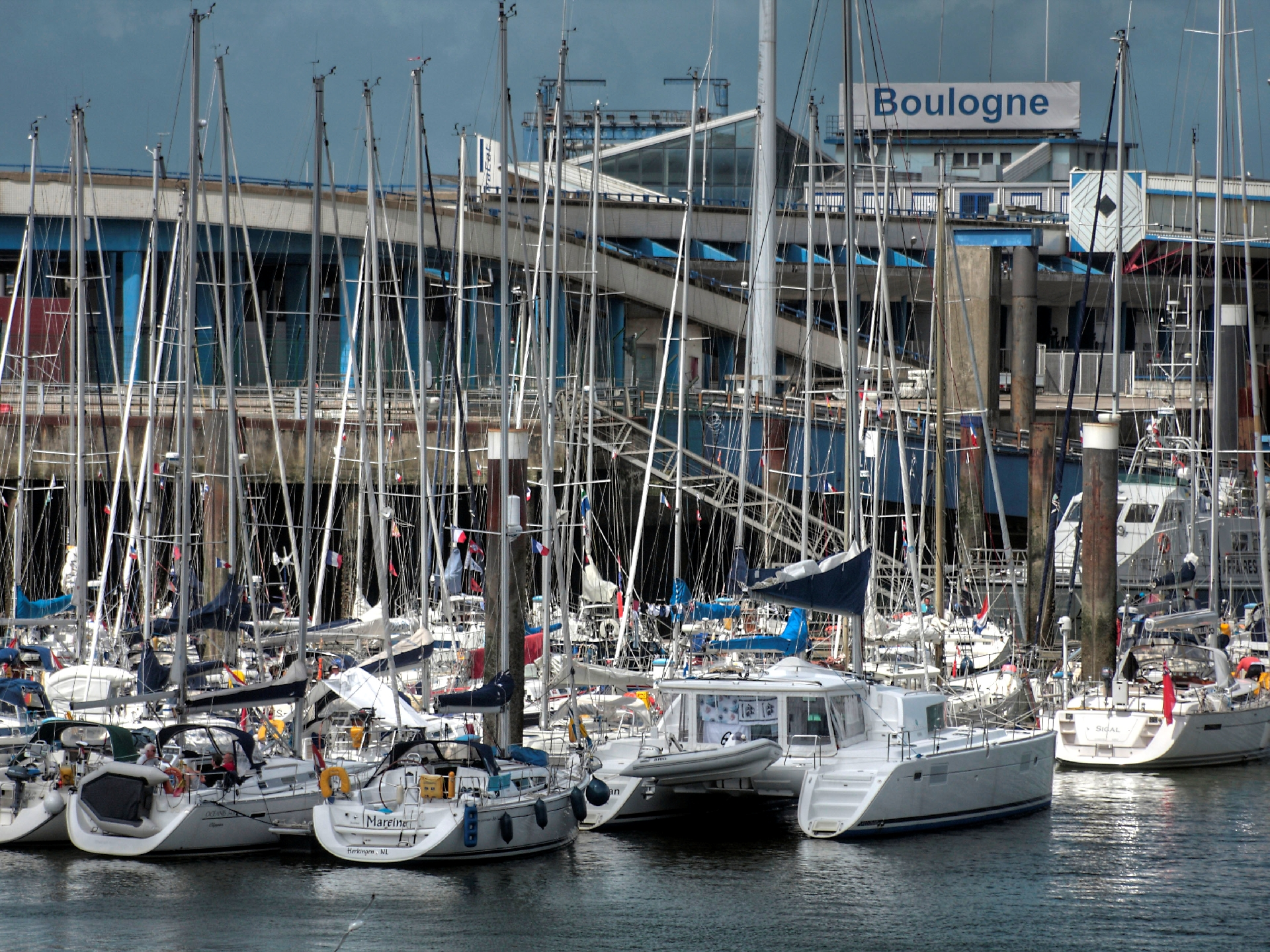
Il porto di Boulogne-sur-Mer è il maggiore porto peschereccio della Francia; attivo anche come porto passeggeri e mercantile verso l'Inghilterra.
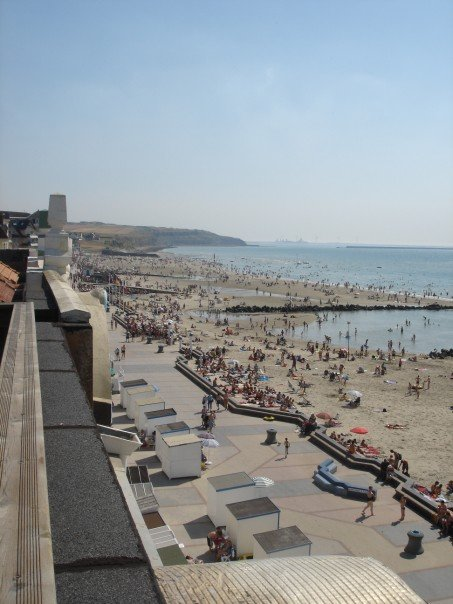
La diga di Wimereux e la sua spiaggia
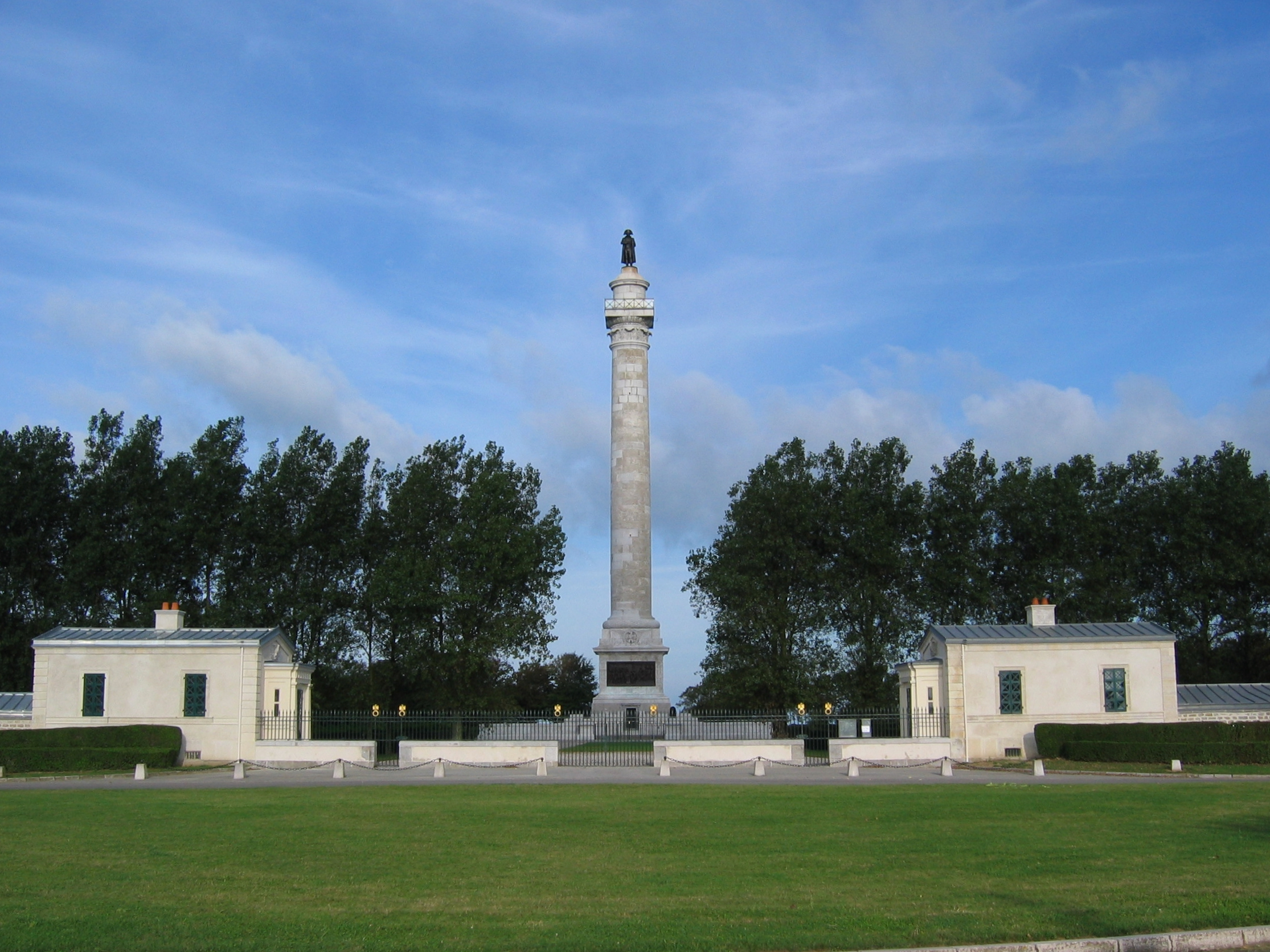
La Colonne de la Grande Armée a Wimille